# Andrea Guarneri
Andrea Guarneri (Cremona, 1626. június – Cremona, 1698. december 7.) a híres cremonai Guarneri hegedűkészítő műhely alapítója.

## Élete
Lombardiai szülővárosában 1641 és 1698 között működött. Miként Antonio Stradivari, ő is feltehetően Nicola Amati tanítványa volt, s vele együtt mesterük műhelyében dolgozott.
Hangszerei előbb Amati, majd Stradivari modelljeit követték. A lakkozáshoz általában aranysárga színt használt, de máig megvan egy 1690-es, sötétre lakkozott brácsája (Imai Nobuko használatában) is. Sok zeneszerszáma oldalát és hátát fehér nyárfából készítette a szokásos juhar helyett.

## Utódai
- Pietro Giovanni Guarneri (1655–1728)
- Giuseppe Giovanni Battista Guarneri (1666–1740)

## Külső hivatkozások
- Guarneri-honlap (angolul)
- Guarneri-hegedűk a The Violin Site.com-on (angolul)

## Fordítás
- Ez a szócikk részben vagy egészben  az   Andrea Guarneri (liutaio) című olasz Wikipédia-szócikk ezen változatának fordításán alapul.  Az eredeti cikk szerkesztőit annak laptörténete sorolja fel. Ez a jelzés csupán a megfogalmazás eredetét és a szerzői jogokat jelzi, nem szolgál a cikkben szereplő információk forrásmegjelöléseként.